# Peter Mühlhäusler
Peter Mühlhäusler (geboren am 6. Januar 1947 in Freiburg im Breisgau) ist ein deutsch-australischer Linguist.

## Leben
Peter Mühlhäusler besuchte das humanistische Berthold-Gymnasium Freiburg. Er studierte in Südafrika und erhielt 1968 einen B.A. in Afrikaans-Niederländisch, Wirtschaftswissenschaften und Geographie und 1969 einen B.A. in Afrikaans-Niederländischer Linguistik an der Universität Stellenbosch. Er setzte das Studium an der Universität Reading mit einem M.Phil. fort und wurde 1976 mit einer Dissertation über die Derivationsmorphologie des Tok Pisin promoviert. Mühlhäusler arbeitete von 1976 bis 1979 als Wissenschaftlicher Assistent für Kreolistik und Anglistik an der TU Berlin und war danach Lecturer für  Linguistik an der Universität Oxford. 1992 wurde er Professor für Allgemeine Linguistik an der Universität Adelaide. Ab 1992 war Mühlhäusler Mitherausgeber des Atlas of the World's Languages in Danger of Disappearing der UNESCO. 
Mühlhäusler forscht zu den ökologischen Faktoren der Sprachentwicklung. Er betrieb Feldforschung zu Sprachen in Neuguinea, Australien und auf der Norfolkinsel und publizierte zu Unserdeutsch. Er ist ein Mitglied der Academy of the Social Sciences in Australia und Fellow am Linacre College in Oxford.

## Schriften (Auswahl)
- Pidginization and Simplification of Language. Canberra : Austral. National Univ., 1974
- Bemerkungen zum „Pidgin Deutsch“ von Neuguinea. In: Carol Molony, Helmut Zobl, Wilfried Stölting (Hrsg.): German in Contact with other Languages. Scriptor Verlag, Kronberg 1977, ISBN 3-589-20551-2, S. 58–70.
- Growth and Structure of the Lexicon of New Guinea Pidgin. Canberra : Dept. of Linguistics, 1979
- Pidgin and Creole Linguistics. Oxford : B. Blackwell, 1986
- mit Rom Harré: Pronouns and People. Oxford : Blackwell, 1989
- Linguistic ecology : language change and linguistic imperialism in the Pacific region. London : Routledge, 1996
- mit Stephen Wurm, Darell Tryon: Atlas of Languages of Intercultural Communication in the Pacific, Asia, and the Americas: Vol I: Maps. Vol II: Texts. Walter de Gruyter, 1996 ISBN 978-3-11-081972-4
- mit Rom Harré, Jens Brockmeier: Greenspeak : a study of environmental discourse. Thousand Oaks, Calif. : Sage Publications, 1999
- mit Alwin Fill (Hrsg.): The Ecolinguistics Reader. Language, Ecology and Environment. London : Continuum, 2001
- Atlas of the world's languages in danger of disappearing. UNESCO, 2001 ISBN 978-92-3-103798-6
- mit Thomas Edward Dutton, Suzanne Romaine: Tok Pisin texts : from the beginning to the present. Philadelphia, PA : John Benjamins, 2003
- Language of Environment-Environment of Language : a Course in Ecolinguistics. London : Battlebridge, 2003
- mit Joshua Nash (Hrsg.): Norfolk Island – History, People, Environment, Language. London : Battlebridge Publications, 2012 ISBN 978-1-903292-25-9
- Pitkern-Norf’k : The Language of Pitcairn Island and Norfolk Island. Boston : De Gruyter - De Gruyter Mouton, 2020